# 金大賢
金大賢（英語：Daniel Dae Kim，1968年8月4日—），是一位韓裔美国演员，他曾在电视连续剧《迷失》中饰演權真秀一角。

## 经历
金大賢1968年8月4日生於韩国釜山廣域市，两岁时移居美国并在宾夕法尼亚州伊斯顿长大。2017年，金大賢因不滿他在《檀島警騎2.0》之片酬比白人演員少了10%至15%，要求調整被拒絕，宣布新季度不再繼續演出。

## 出演作品
- American Shaolin（英语：American Shaolin） (1994)， 饰 Gao
- 飛越比佛利 (1997)， 饰 Dr. Sturla (剧集 "Forgive And Forget" 和 "The Way We Weren't" 中)
- NYPD Blue（英语：NYPD Blue） (1997)， 饰 Simon Lee
- 《絕對目標－豺狼末日》 (1997)， 饰 Akashi
- 伪装者 (1998)， 饰 Lenny Duc (剧集 "Collateral Damage" 中)
- 美麗新世界 (消歧義) (1998)， 饰 Ingram
- 宋飞传 (1998)， 饰医科学生 (剧集 "The Burning (Seinfeld episode)（英语：The Burning (Seinfeld episode)）" 中)
- For Love of the Game（英语：For Love of the Game） (1999)， 饰 E.R. Doctor
- Crusade (TV series)（英语：Crusade (TV series)） (1999)， 饰 Lieutenant John Matheson
- 星艦奇航記：重返地球 (2000)， 饰 Gotana-Retz (剧集 "Blink of an Eye (Voyager episode)（英语：Blink of an Eye (Voyager episode)）" 中)
- Murder, She Wrote: A Story to Die For（英语：Murder, She Wrote: A Story to Die For） (2000)， 饰 Everett Jay
- CSI犯罪現場 (2001)， 饰 FBI Agent Beckman (剧集 "Ellie (CSI)（英语：Ellie (CSI)）" 中)
- Angel (series)（英语：Angel (series)） (2001-2003)， 饰 Gavin Park（英语：List of minor Angel characters）
- 聖女魔咒 (2001)， 饰 Yen Lo (剧集 "Enter The Demon" 中)
- 致命摇篮 (2003)， 饰 Visiting Expert
- Tenchu: Wrath of Heaven（英语：Tenchu: Wrath of Heaven） (2003)， 饰 Rikimaru (Video Game)
- 绿巨人 (电影) (2003)， 饰 Aide
- Ride or Die (2003)， 饰 Miyako
  - 又名 Hustle and Heat (2004)
  - 又名 Ride Or Die (2003)
- 24 (電視劇) (2002-03)， 饰 Tom Baker (24 character)（英语：Tom Baker (24 character)）
- Sin (2003)， 饰 Lakorn
- 星艦前傳 (2003-2004)， 饰 MACO Corporal Chang
- 蜘蛛人2 (2004)， 饰 Raymond
- 迷失 (2004-2010)， 饰 權真秀
- 衝擊效應 (2004)， 饰 Park
- The Cave (film)（英语：The Cave (film)） (2005)， 饰 Kim
- 黑街聖徒系列 (2006)， 饰 Johnny Gat (Video Game)
- 《超人正义联盟》 (2006)， 配音Metron (comics)（英语：Metron (comics)） (剧集 "Alive" and "Destroyer" 中)
- 降世神通：最後的氣宗 (2006)， 饰 General Fong (剧集 "The Avatar State（英语：The Avatar State）" 中)
- The Andromeda Strain (2008 miniseries)（英语：The Andromeda Strain (2008 miniseries)） (2008)， 饰 Dr. Tsi Chou
- 洋蔥電影 (2008)， 饰 "Rich Ivy-League Fraternity Brother" ("How to Host a Rape" segment)
- 黑街聖徒2 (2008)， 饰 Johnny Gat (Video Game)
- 命運規劃局 (2010)， 饰 TBA
- 《天堂执法者》 (2010-2017)， 饰 Chin Ho Kelly